# Dentobunus dentatus
Dentobunus dentatus is een hooiwagen uit de familie Sclerosomatidae.